# Gavriil Kachalin
Gavriil Dmítrievich Kachalin (en ruso: Гаврии́л Дми́триевич Кача́лин; 17 de enero de 1911 en Moscú, Imperio ruso-23 de mayo de 1995) fue un futbolista y entrenador soviético. Consiguió como entrenador de la selección de la Unión Soviética los mayores éxitos de su carrera y del combinado nacional al ganar la medalla de oro en los Juegos Olímpicos de 1956 y la Eurocopa 1960. También dirigió a la Unión Soviética en tres Copas del Mundo en 1958, 1962 y 1970.
A nivel de clubes, el FC Dinamo Tbilisi ganó su primera Soviet Top Liga en 1964 con Kachalin como entrenador y finalizó tercero en dos ocasiones, en 1971 y 1972, marcando la edad dorada del equipo georgiano en el fútbol soviético. Kachalin entrenó también al Dynamo Moscú y dejó de entrenar en el fútbol profesional en 1975 tras dirigir al Pakhtakor Tashkent.

## Palmarés
Como jugador
- Soviet Top Liga: 1937, 1940
- Copa de la Unión Soviética: 1937

Como entrenador
- Medalla de oro en Juegos Olímpicos 1956
- Eurocopa 1960
- Soviet Top Liga: 1964
- Maestro honorario soviético de deporte
- Entrenador honorario de la Unión Soviética

| Predecesor: Ninguno | Entrenador campeón de la Eurocopa 1960 | Sucesor: José Villalonga 1964 |

- Datos: Q1496517
- Multimedia: Gavriil Kachalin / Q1496517